# Червінара
Червінара (італ. Cervinara) — муніципалітет в Італії, у регіоні Кампанія,  провінція Авелліно.
Червінара розташована на відстані близько 210 км на південний схід від Рима, 38 км на північний схід від Неаполя, 19 км на північний захід від Авелліно.
Населення — 9701 особа (2014).
Щорічний фестиваль відбувається 19 вересня. Покровитель — Святий Януарій.

## Демографія
Населення за роками:

Станом на 1 січня 2023 року в муніципалітеті офіційно проживали 203 іноземці з 21 країни, серед них 60 громадян країн Євросоюзу та 33 громадяни України.

## Сусідні муніципалітети
- Авелла
- Монтезаркьо
- Роккарайнола
- Ротонді
- Сан-Мартіно-Валле-Каудіна